# Mike Perry (lottatore)
Mike Perry (Flint, 15 settembre 1991) è un artista marziale misto statunitense.
Combatteva nella divisione dei pesi welter per l'organizzazione statunitense UFC.

## Carriera nelle arti marziali miste

### Ultimate Fighting Championship
Perry compie il suo debutto in UFC il 20 agosto 2016 a UFC 202, quando è chiamato a sostituisce un infortunato Sultan Aliev contro il sudcoreano Lim Hyun-gyu. Presentatosi con atteggiamenti stravaganti e poco consoni alla sportività, Perry si aggiudica a sorpresa la vittoria tramite KO tecnico alla prima ripresa grazie al migliore striking.
Nel suo prossimo match, svoltosi l'8 ottobre a UFC 204, affronta invece Danny Roberts, contro il quale si impone via KO al termine del terzo round.
Con una promettente striscia di nove KO consecutivi su altrettante vittorie, l'imbattuto Perry si ripresenta il 22 dicembre a UFC on Fox 22 contro il valido Alan Jouban. Partito nettamente favorito dopo aver provocato il nemico con del trash-talking nelle settimane precedenti all'evento, il venticinquenne di Michigan subirà una sonora sconfitta ai punti in un match svoltosi completamente in piedi.
Torna in azione il 22 aprile 2017 a UFC Fight Night 108, imponendosi via KO al secondo round sul numero 13 di categoria Jake Ellenberger.
Dopo un'altra vittoria contro Alex Reyes, Perry subisce due sconfitte consecutive contro Santiago Ponzinibbio e Max Griffin. Torna alla vittoria contro Paul Felder prima di subire la prima sconfitta prima del limite contro Donald Cerrone.

## Risultati nelle arti marziali miste
| Risultato | Record | Avversario           | Metodo                                 | Evento                                       | Data              | Round | Tempo | Città                     | Note                                                              |
| --------- | ------ | -------------------- | -------------------------------------- | -------------------------------------------- | ----------------- | ----- | ----- | ------------------------- | ----------------------------------------------------------------- |
| Sconfitta | 14-8   | Daniel Rodriguez     | Decisione (unanime)                    | UFC on ABC: Vettori vs. Holland              | 10 aprile 2021    | 3     | 5:00  | Las Vegas, Stati Uniti    |                                                                   |
| Sconfitta | 14-7   | Tim Means            | Decisione (unanime)                    | UFC 255: Figueiredo vs. Perez                | 21 novembre 2020  | 3     | 5:00  | Las Vegas, Stati Uniti    | Incontro catchweight (175.5 lbs). Perry mancò il taglio del peso. |
| Vittoria  | 14-6   | Mickey Gall          | Decisione (non unanime)                | UFC on ESPN: Poirier vs. Hooker              | 27 giugno 2020    | 3     | 5:00  | Las Vegas, Stati Uniti    |                                                                   |
| Sconfitta | 13-6   | Geoff Neal           | KO tecnico (pugni e calcio alla testa) | UFC 245: Usman vs. Covington                 | 14 dicembre 2019  | 1     | 1:30  | Las Vegas, Stati Uniti    |                                                                   |
| Sconfitta | 13-5   | Vicente Luque        | Decisione (non unanime)                | UFC Fight Night: Shevchenko vs. Carmouche 2  | 10 agosto 2019    | 3     | 5:00  | Montevideo, Uruguay       | Fight of the Night                                                |
| Vittoria  | 13-4   | Alex Oliveira        | Decisione (unanime)                    | UFC Fight Night: Jacaré vs. Hermansson       | 27 aprile 2019    | 3     | 5:00  | Sunrise, Stati Uniti      | Fight of the Night                                                |
| Sconfitta | 12-4   | Donald Cerrone       | Sottomissione (armbar)                 | UFC Fight Night: Korean Zombie vs. Rodríguez | 10 novembre 2018  | 1     | 4:46  | Denver, Stati Uniti       |                                                                   |
| Vittoria  | 12-3   | Paul Felder          | Decisione (non unanime)                | UFC 226: Miocic vs. Cormier                  | 7 luglio 2018     | 3     | 5:00  | Las Vegas, Stati Uniti    |                                                                   |
| Sconfitta | 11-3   | Max Griffin          | Decisione (unanime)                    | UFC on Fox: Emmett vs. Stephens              | 24 febbraio 2018  | 3     | 5:00  | Orlando, Stati Uniti      |                                                                   |
| Sconfitta | 11-2   | Santiago Ponzinibbio | Decisione (unanime)                    | UFC on Fox: Lawler vs. dos Anjos             | 16 dicembre 2017  | 3     | 5:00  | Winnipeg, Canada          |                                                                   |
| Vittoria  | 11-1   | Alex Reyes           | KO (ginocchiata)                       | UFC Fight Night: Rockhold vs. Branch         | 16 settembre 2017 | 1     | 1:19  | Pittsburgh, Stati Uniti   | Performance of the Night                                          |
| Vittoria  | 10-1   | Jake Ellenberger     | KO (gomitata)                          | UFC Fight Night: Swanson vs. Lobov           | 22 aprile 2017    | 2     | 1:05  | Nashville, Stati Uniti    | Performance of the Night                                          |
| Sconfitta | 9-1    | Alan Jouban          | Decisione (unanime)                    | UFC on Fox: VanZant vs. Waterson             | 17 dicembre 2016  | 3     | 5:00  | Sacramento, Stati Uniti   |                                                                   |
| Vittoria  | 9-0    | Danny Roberts        | KO (ginocchiata e pugni)               | UFC 204: Bisping vs. Henderson 2             | 8 ottobre 2016    | 3     | 4:40  | Manchester, Regno Unito   |                                                                   |
| Vittoria  | 8-0    | Lim Hyun-gyu         | KO tecnico (pugni)                     | UFC 202: Diaz vs. McGregor 2                 | 20 agosto 2016    | 1     | 3:38  | Las Vegas, Stati Uniti    | Debutto in UFC                                                    |
| Vittoria  | 7-0    | David Mundell        | KO (pugni)                             | Battleground: Perry vs. Mundell              | 14 maggio 2016    | 2     | 4:10  | Kissimmee, Stati Uniti    |                                                                   |
| Vittoria  | 6-0    | Frank Carrillo       | KO (pugno)                             | Square Ring Promotions: Island Fights 37     | 11 marzo 2016     | 1     | 3:40  | Pensacola, Stati Uniti    |                                                                   |
| Vittoria  | 5-0    | Jon Manley           | TKO (ginocchiate e pugni)              | Premier FC 18                                | 14 novembre 2015  | 2     | 3:32  | Springfield, Stati Uniti  |                                                                   |
| Vittoria  | 4-0    | Micheal Roberts      | KO (pugni)                             | Bahamas Open Martial Arts Championship 2     | 29 agosto 2015    | 1     | 5:16  | New Providence, Bahamas   | Debutto nei pesi welter                                           |
| Vittoria  | 3-0    | Preston Parsons      | TKO (pugni)                            | House of Fame 3: Riverside Beatdown          | 10 luglio 2015    | 1     | 4:49  | Jacksonville, Stati Uniti | Incontro catchweight (160 lbs)                                    |
| Vittoria  | 2-0    | James Rodriguez      | KO (pugni)                             | Florida Championship Fighting                | 30 gennaio 2015   | 1     | 2:22  | Orlando, Stati Uniti      |                                                                   |
| Vittoria  | 1-0    | Hector Tirado        | KO (pugni)                             | Top Alliance Combat 3                        | 6 settembre 2014  | 1     | 3:52  | McDonough, Stati Uniti    |                                                                   |